# Microelectrónica
La microelectrónica es un subcampo de la electrónica. Como su nombre indica, la microelectrónica se relaciona con el estudio y la fabricación (o microfabricación) de diseños y componentes electrónicos muy pequeños. Por lo general, pero no siempre, esto significa una menor escala de micrómetros. Estos dispositivos están hechos típicamente de materiales semiconductores. Muchos componentes de diseño electrónico normal están disponibles en un equivalente microelectrónico. Estos incluyen transistores, condensadores, inductores, resistencias, diodos y (naturalmente) aislantes y conductores que se pueden encontrar en dispositivos microelectrónicos. Las técnicas de cableado únicas, como la unión de cables, también se usan a menudo en microelectrónica debido al tamaño inusualmente pequeño de los componentes, cables y almohadillas. Esta técnica requiere equipo especializado y es costosa.